# 21-я авиаполевая дивизия
21-я авиаполевая дивизия Люфтваффе, известная также как Дивизия Майндль — дивизия люфтваффе созданная на основе «дивизии Майндль», первой из созданных пехотных частей дивизионного статуса. Эта дивизия люфтваффе была создана путём слияния нескольких пехотных полков Люфтваффе, появившихся в экстренном порядке на Восточном фронте зимой 1941—1942 годов. Причиной их появления была острая нехватка войск на фронте. Эти полки состояли из военнослужащих различных частей Люфтваффе, объединённых вместе в зоне действий группы армий «Север».
Первоначально эти части не использовались как единое целое, а чаще использовались побатальонно для борьбы с партизанами или гарнизонной службы на различных узлах коммуникаций, складах и аэродромах позади линии фронта. В декабре 1941 года появился приказ, согласно которому эти разрозненные батальоны должны были быть объединены в полковые боевые группы из четырёх батальонов каждая. Однако, несмотря на создание полковых штабов, батальоны свели вместе значительно позже. Это произошло из-за того, что они были вовлечены в антипартизанскую деятельность или не успели прибыть к месту сосредоточения. Например, 4 батальон 4 полевого полка Люфтваффе так и не прибыл в район Волхова под командование 18 Армии до февраля 1942 года, так что, несмотря на создание полковых штабов в декабре-январе, подразделения не действовали как единые боевые единицы. Зимой 1941—1942 годов были созданы следующие подразделения:
- 1-й авиаполевой полк Люфтваффе (1-4 батальоны)
- 2-й авиаполевой полк Люфтваффе (1-4 батальоны)
- 3-й авиаполевой полк Люфтваффе (1-4 батальоны)
- 4-й авиаполевой полк Люфтваффе (1-4 батальоны)
- 5-й авиаполевой полк Люфтваффе (1-4 батальоны)

Подразделения этих полков были использованы в начале 1942 года для формирования авиаполевой дивизии Люфтваффе «Майндль» и позднее в 1943 году для формирования 21-й и 22-й авиаполевых дивизий Люфтваффе. Формирование 22-й дивизии не было завершено и прекращено вскоре после начала организации. Данные соединения несколько раз переименовывались и возглавлялись следующими офицерами:
- 1 авиаполевой полк Люфтваффе/43 егерский полк Люфтваффе/ 43 егерский полк (Люфтваффе)
  - декабрь 1941 — март 1942: полковник Макс Войтл
  - март 1942 — 7 июня 1942: полковник Вильгельм Вольк
  - 8 июня 1942 — 31 мая 1943: полковник Герман Фрик
  - 1 июля (?) 1943 — 1 ноября 1943: полковник Макс Ширмахер

- 2 авиаполевой полк Люфтваффе/42 егерский полк Люфтваффе/ 42 егерский полк (Люфтваффе)
  - декабрь 1941 — февраль 1942: полковник Вильгельм Вольк
  - февраль 1942 — сентябрь 1942: полковник Август Клессманн
  - сентябрь 1942 — март 1943: полковник Вильгельм Вольк
  - март 1943 — 1 ноября 1943: полковник Нейдорфер

- 3 авиаполевой полк Люфтваффе/44 егерский полк Люфтваффе/ 44 егерский полк (Люфтваффе)
  - декабрь 1941 — июнь 1942: полковник Герман Ау
  - июнь 1942 −29 марта 1943: подполковник Граф Керсенброк
  - 29 марта 1943 — апрель 1943: полковник Фриц Хенке
  - апрель 1943 — декабрь 1943: полковник Герман Шутце

- 4 авиаполевой полк Люфтваффе/41 егерский полк Люфтваффе/ 41 егерский полк (Люфтваффе)
  - декабрь 1941 — октябрь 1942: полковник Фридрих Лиземанн
  - октябрь 1942 — ноябрь 1942: подполковник Людвиг Энгель
  - ноябрь 1942 — 1 ноября 1943: полковник Вернер Крагль

- 5 авиаполевой полк Люфтваффе/расформирован. Личный состав использован при формировании новых полков в 21 и 22 полевых дивизиях Люфтваффе
  - декабрь 1941 — апрель 1942: подполковник Фриц Хенке
  - апрель 1942 — июль 1942: полковник Антон Шуб
  - июль 1942 — февраль 1943: полковник Герман Ау

- 14 авиаполевой полк Люфтваффе. Состоял только из двух батальонов. Создан 6 марта 1942 года. Действовал под командованием 16 Армии. Расформирован и личный состав использован при формировании новых полков в 21 и 22 полевых дивизиях Люфтваффе
  - февраль 1942 — март 1942: полковник Мюнске
  - март 1942 — апрель 1942: полковник Течль
  - апрель 1942 — апрель1943: полковник Отто Иордан

После своего создания, эти полки были включены в состав различных армейских частей. Несколько батальонов, рот и подразделений численностью до взвода были включены в различные части на различных участках фронта группы армий «Север». Большинство частей Люфтваффе находилось в зоне ответственности 16 Армии, но часть находилась в подчинении 18 Армии. Основными частями, в которые были включены авиаполевые полки Люфтваффе, были:
- 1-й авиаполевой полк Люфтваффе — присоединён к 218-й пехотной дивизии внутри и снаружи Холмского «котла». Третий батальон 1 авиаполевого полка находился внутри окружённого города. Первоначально планировалось разместить батальон в районе Нагово около Старая Русса к началу февраля 1942 года.
- 2-й авиаполевой полк Люфтваффе — присоединён к 5-й егерской дивизии в районе Старая Русса — Рамашево — Калитник южнее о. Ильмень
- 3-й авиаполевой полк Люфтваффе — присоединён к 12-й пехотной дивизии внутри Демянского котла
- 4-й авиаполевой полк Люфтваффе — присоединён к 18-й моторизованной дивизии в районе Старая Русса южнее озера Ильмень за пределами Демянского котла
- 4-й батальон 4 авиаполевого полка Люфтваффе — присоединён к 58-й пехотной дивизии в районе Волховского фронта и Волховского котла в феврале 1942 года. Первоначально батальон был задействован в антипартизанских акциях в тылах 1 и 38 армейских корпусов.
- 5-й авиаполевой полк Люфтваффе — присоединён к 290-й пехотной дивизии внутри и снаружи Демянского котла. Внутри котла подразделения полка вели бои в районе Фёдоровки. По некоторым источникам[1] два батальона из четырёх были задействованы в защите Холма.
- 14-й авиаполевой полк Люфтваффе — сформирован 6 марта 1942 года с помощью штабных подразделений 4 авиаполевого полка Люфтваффе. Состоял только из двух батальонов до октября 1942 года.

## Боевой путь авиаполевых батальонов и полков Люфтваффе
В течение второй недели января 1942 года советская 3-я ударная армия Калининского фронта пробила брешь в позициях германского 39-го армейского корпуса на правом фланге группы армий «Север». Этот удар поддерживала советская 4-я ударная армия, действовавшая на левом фланге 3-й ударной. Целью частей 4-й ударной заняли Торопец (Toropets) с его важными складами продовольствия и снаряжения, 3-я ударная армия продвигалась к Холму. Холм был важным узлом коммуникаций. Он располагался на твердой почве, окружённый болотистой местностью, малопригодной для продвижения. Город находился на пересечении рек Kunaya и Ловать.
Захват города был необходим Красной армии для преодоления данной местности. Немцы прекрасно осознавали, что потеря Холма создаст угрозу для Невеля и возможность дальнейшего продвижения войск противника на юг в тыл группы армий «Центр». Чтобы предотвратить данную угрозу, Холм необходимо было удержать. Войска, задействованные для обороны города, представляли собой пёструю смесь из имеющихся в наличии частей, так как все возможные резервы были использованы в попытках удержать советское зимнее наступление, начавшееся 7 декабря 1941 года.
Ожидалось, что город будет окружён, но немцы рассчитывали пробиться к крепости вскоре после окружения. Немногие представляли себе в тот момент, что немецкий гарнизон проведёт в окружении 105 дней и ночей, прежде чем осада будет снята. Первоначально гарнизон города состоял из следующих подразделений:
- 65-й резервный полицейский батальон
- Подразделения 386-го пехотного полка
- Подразделения 553-го пехотного полка
- 200 человек из 8-го горного полка
- Различные мелкие подразделения, в том числе и некоторое количество частей Флота.

Это были первоначальные части, находившиеся под командованием коменданта Холмской крепости генерал-майора Шерера, командира 281-й охранной дивизии. Итоговая численность гарнизона достигала 3500 человек, учитывая различные подразделения, вошедшие в состав гарнизона на протяжении осады, численность примерно равнялась 5000 человек. Различные подразделения пополняли ряды гарнизона по мере развития сражения. Одним из этих подразделений был 3-й батальон 1-го авиаполевого полка Люфтваффе под командованием майора Тома. Холм был полностью окружён 21 января 1942 года после боев, длившихся на протяжении месяца. Единственным подразделением, которое прибыло в распоряжение генерал-майора Шерера до этого момента, был 10-й пулемётный батальон, окружённый в начале января и пробившийся к Холму. В двадцатых числах января 3-й батальон 1-го авиаполевого полка Люфтваффе был доставлен в Холм на 80 транспортных Ю-52.
Позднее, по мере сжимания кольца окружения, стало невозможным использование аэродрома для снабжения окружённых частей. В результате этого было предложено использовать планеры для снабжения и пополнения оказавшегося в ловушке немецкого гарнизона. За период осады потери Люфтваффе составили 27 из 91 транспортов Ю-52, а также 56 планеров Гота Go-242, совершивших путешествие в один конец и потерянных при приземлении или от артиллерийского огня противника. Когда кольцо окружения было наконец прорвано, из приблизительно 5000 защитников 1500 было ранено и 2200 погибло на протяжении трёх с половинной месяцев боев. Другим показательным моментом тяжести положения осаждённого гарнизона было то, что только около 1200 человек находилось в строю, когда удалось пробиться к городу.
За границами котла два батальона 5-го авиаполевого полка Люфтваффе находились северо-восточнее города с целью блокировать дорогу Холм-Старая Руса. С этой же целью тут находились и остатки 281-й охранной дивизии Шерера. В то же время, с юга, 218-я пехотная дивизия и подразделения 122-й пехотной дивизии готовились к прорыву кольца окружения. Один из авторов, который сражался внутри кольца, также свидетельствует, что несколько батальонов 280-й пехотной дивизии, недавно переброшенной из Норвегии, также входили в состав гарнизона Холма. Этот автор являлся военнослужащим 16-го батальона Шума, созданного в июле 1941 из латвийских добровольцев. Согласно его данным, 16-й батальон Шума оказался внутри кольца 16 января 1942 года и оставался там на протяжении всего периода окружения. Немцы не имели успеха в попытках пробиться к окружённым войскам до 5 мая 1942 года, когда кольцо окружения было окончательно прорвано.
29 февраля 1942 года был издан приказ о формировании на основе существующих полков авиаполевой дивизии «Майндль». Штаб дивизии был создан на основе штаба Luflande-Sturm-Regiment 1. Формирование штаба было поручено генерал-майору Ойгену Майндлю. Однако, учитывая тот факт, что большинство полков было разбросано по большой территории, подразделения дивизии не могли быть немедленно собраны вместе. Например, 1-й батальон 4-го авиаполевого полка все ещё входил в состав 18-й Армии. На 6 марта организация дивизии на бумаге выглядела следующим образом:
- 1-й авиаполевой полк Люфтваффе (1-4 батальоны)
- 2-й авиаполевой полк Люфтваффе (1-4 батальоны)
- 3-й авиаполевой полк Люфтваффе (1-4 батальоны)
- 4-й авиаполевой полк Люфтваффе (1-4 батальоны)
- 5-й авиаполевой полк Люфтваффе (1-4 батальоны)
- Батальон связи Люфтваффе
- Лыжный батальон 1-го воздушного флота

В конце марта немцы предприняли наступление с целью установить наземное сообщение с окружённой под Демянском 2-м армейским корпусом. Для осуществления операции привлекалось шесть дивизий и два армейских корпуса для атаки внешнего кольца окружения в районе Старой Руссы. Целью наступающих частей был город Рамашево. Внутри кольца дивизия СС «Мёртвая голова» и соседняя с ней 290-я пехотная дивизия должны были предпринять отвлекающую атаку в направлении Рамашево и установить связь с силами прорыва. Остальные части 2-го армейского корпуса должны были предпринять серию атак перед своим фронтом с целью сковать войска противника и скрыть реальные планы.
Подразделения авиаполевой дивизии Люфтваффе «Майндль» впервые были собраны вместе для участия в данной операции. 14 батальонов Люфтваффе прикрывали правый фланг атакующих частей. Во время наступления не все батальоны успели прибыть к месту дислокации, но имеющихся хватило для формирования двухполковой бригады. В дополнение, ad-hoc полк был создан для прикрытия левого фланга дивизии «Майндль». Это подразделение приняло участие в операции «Брюкеншлаг»(нем. Bruckenschlag-наводка моста) и состояло из следующих частей:
- 1-я рота 203-го танкового полка
- 2-й батальон 3-го авиаполевого полка Люфтваффе
- 132 строительный батальон
- 666-я батарея штурмовых орудий
- 659-я батарея штурмовых орудий
- два взвода из 3-й роты 745 батальона ПВО и 5-й роты 31 батальона ПВО

Атака была успешной и наземный путь сообщения был установлен. Но этот путь снабжения находился под постоянной угрозой быть перерезанным Красной Армией. В июне 1942 года дивизия «Майндль» была соответствующим образом укомплектована, когда разрозненные полки Люфтваффе были объединены вместе. Начиная с этого момента расположением дивизии стал район северо-восточнее г. Холм.
На протяжении весны и начала лета 1942 район действий дивизии был насыщен советскими партизанскими подразделениями. Части дивизии были задействованы не только для удержания линии фронта, но и были вынуждены заниматься патрулированием и зачисткой равнинной болотистой местности от партизан. В срочном порядке на южном участке занимаемого фронта было сформировано «пожарное» подразделение. Целью данного подразделения было поддержание связи с соседним участком фронта у города Холм. Оно состояло из следующих частей:
- 290-й противотанковый батальон
- 290-й разведывательный эскадрон
- 1-й батальон авиаполевого полка Люфтваффе
- 5-й мотоциклетный батальон

Также, несмотря на создание весной 1942 года дивизии «Майндль», оставались различные подразделения Люфтваффе, подчинённые армейским частям до конца лета. Например, одной из задач 8-й танковой дивизии в июле 1942 года была оборона района восточнее дороги Холм — Старая Русса, около 3 км севернее посёлка Холм-Радельское и озера Наволок. Для прикрытия данного района 8-я танковая дивизия располагала только 8-м мотоциклетным батальоном, который являлся неотъемлемой частью дивизии. Дополнительно 3-й авиаполевой полк Люфтваффе полковника фон Керссенброка был выведен из подчинения дивизии «Майндль» и присоединён к 8-й танковой дивизии с целью оказать помощь в обороне.
Вплоть до 19 сентября 1942 года некоторые подразделения дивизии «Майндль» были выведены из состава дивизии и принимали участие в антипартизанских операциях в тылу. Одна специфическая боевая группа под командованием полковника Вагнера была расположена в следующих городах и посёлках: Гричнево, Село, Осипово, Борки, Среднее, Гари, Игнатово, Горюшка, Локна, Рошново. Эта группа включала в себя различные части 8-й таковой дивизии и дивизии «Майндль»:
- 1-я рота 8-го мотопехотного полка
- 3 и 5-я роты 28 мотопехотного полка
- 1 рота из состава 3-го авиаполевого полка Люфтваффе
- 1 рота эстонских добровольцев
- 1 рота узбекских добровольцев
- смешанная батарея из состава 80-го артиллерийского полка
- лёгкий взвод ПВО из состава 111-го полка ПВО
- 2 взвода тяжёлого оружия из состава 8-го пехотного полка 218-й пехотной дивизии
- ягдкоманда 207 из состава 207-й охранной дивизии
- смешанный батальон СД

Основная операция была запланирована на конец сентября 1942 в районе Старой Руссы. Кодовое название — Winkelreid. Согласно планам предусматривалось проведение наступления с ограниченными целями на южном участке Демянского выступа. Немецкие генералы считали, что без данной операции будет весьма проблематично удержать Демянский выступ. Операция была направлена на расширение «бутылочного горлышка», соединяющего Демянск с основными силами. Путь сообщения, установленный весной, не отличался необходимыми размерами, и это была попытка в его расширении.
Для проведения наступления привлекались следующие части: 5-я егерская дивизия, 126-я пехотная дивизия, дивизия СС «Мёртвая голова» и авиаполевая дивизия Люфтваффе «Майндль». Наступление началось 27 сентября и продолжалось по 9 октября 1942 года. Оно было успешным, и немцам удалось достаточно легко подавить сопротивление частей РККА около Рамашево. В данный период командование дивизией принял генерал-лейтенант ПВО Якоб Одебрехт. Небольшие подразделения дивизии все ещё продолжали находиться в подчинении сторонних частей. Так, один взвод 4-й роты 1-го батальона 3-го авиаполевого полка Люфтваффе находился в подчинении 8-й танковой дивизии. А 1-й батальон 4-го авиаполевого полка Люфтваффе принимал участие в антипартизанских акциях в тылах 10-го, 2-го и 39-го армейских корпусов 16-й армии.
В декабре 1942 года авиаполевые полки Люфтваффе были переименованы. 1-й, 2-й, 3-й и 4-й полки стали 43-м, 41-м, 44-м и 42-м соответственно егерскими полками Люфтваффе. Также в этом месяце дивизия «Майндль» была переименована в 21-ю авиаполевую дивизию Люфтваффе. Тогда как дивизия «Майндль» в основном действовала без собственной артиллерийской поддержки, то в 21-й дивизии Люфтваффе предусматривалось формирование артиллерийского полка. В дивизии «Майндль» имелась только 1 батарея из трофейных советских орудий. 21-я авиаполевая дивизии Люфтваффе на бумаге имела следующую структуру:
- 41-й егерский полк Люфтваффе (1-3 батальоны)
- 42-й егерский полк Люфтваффе (1-3 батальоны)
- 21-й артиллерийский полк Люфтваффе (1-4 батальоны)
- противотанковый дивизион 21-й авиаполевой дивизии Люфтваффе
- 21-й сапёрный батальон Люфтваффе
- разведывательная рота 21-й авиаполевой дивизии Люфтваффе
- части обеспечения 21-й авиаполевой дивизии Люфтваффе

В начале 1943 года 21-я авиаполевая дивизия Люфтваффе продолжала вести боевые действия в том же районе, где и в 1942 году. Её подразделения занимали важную позицию в обороне основания Демянского выступа. В марте 1943 года Красная Армия стала уделять больше внимания позициям 21-й дивизии, предприняв серию пробных атак силами от батальона до полка с целью выявить слабые места в оборонительных позициях полевиков. 11 ноября 1943 года пленные советские военнослужащие на допросе заявляли, что готовится массированная атака против правого фланга 21-й дивизии, которая недавно вновь снова была переименована в 21-ю авиаполевую дивизию (Люфтваффе).
Артиллерийский полк не был сформирован до лета 1943 года. В его состав входило 3 артиллерийских батальона плюс батальон дивизионного ПВО, который действовал как «2-й батальон» 21-го артиллерийского полка Люфтваффе. Некоторые источники утверждают, что батальон ПВО действовал как 4-й батальон. Однако, по немецким боевым расписаниям, датированным октябрём 1943, батальон ПВО является 2-м артиллерийским батальоном. В ноябре 1943, когда авиаполевые части подчинили командованию сухопутных войск, батальон ПВО был выведен из состава дивизии. Опять же, согласно некоторым источникам, в полку осталось 4 батальона, укомплектованных французскими 75- и 155-мм орудиями. По боевым расписаниям октября 1943 года батальоны имели следующее вооружение:
- 1-й артиллерийский батальон — 4 буксируемых (моторизованных) 105-мм орудия
- 2-й артиллерийский батальон — 4 буксируемых 88-мм, 4 установленных на шасси 20-мм и 4 установленных на шасси зенитных орудия. Это был батальон ПВО дивизии.
- 3-й артиллерийский батальон — 4 буксируемых (моторизованных) 75-мм французских орудия
- 4-й артиллерийский батальон — 4 буксируемых (моторизованных) 155-мм французских орудия

Возможно, батальон ПВО был заменён батальоном, оснащённым французскими орудиями. Также возможно, что 105-мм орудия 1-го батальона также были заменены к данному моменту. Ефрейтор Георг Ягольски, служивший в 9-й роте 41-го егерского полка (Люфтваффе), утверждает, что на вооружении артиллерийского полка находились и немецкие 105-мм, и французские орудия. В октябре 1943 года 41-й авиаполевой полк Люфтваффе, в котором служил Ягольски, располагался за рекой Редья в городке Симоновчино и вокруг него. На позиции полка пришёлся главный удар советского наступления в марте 1943. Соседний 42-й полк, расположенный выше по течению реки Редья около Барутино, также подвергся атаке танков в данном месяце. Благодаря большому количеству противотанковых орудий в дивизии, атаки были отбиты.
Противотанковый батальон дивизии был сформирован летом 1943 из остатков противотанкового батальона 15-й авиаполевой дивизии Люфтваффе. Достоверно известно, что батарея штурмовых орудий была передана 21-й авиаполевой дивизии. Батальон сначала насчитывал 3 роты, но позднее 3-я рота (ПВО) была выведена из подчинения, и батальон был полностью переформирован. Одни источники утверждают, что батальон действовал в составе 2 рот с ноября 1943. Одна рота состояла из 10 самоходок с установленной 75-мм пушкой L48 1121-й батареи штурмовых орудий. Другая рота состояла из 10 самоходок с установленной 75-мм пушкой L40. Разведывательная рота в ноябре 1943 года была расширена до состава батальона из 4 рот. Одна рота была велосипедной, другая являлась ротой тяжёлого оружия с 6 станковыми и 3 ручными пулемётами, четырьмя 120-мм и шестью 80-мм миномётами. Остальные 2 роты были фузилёрными.